# 해수욕

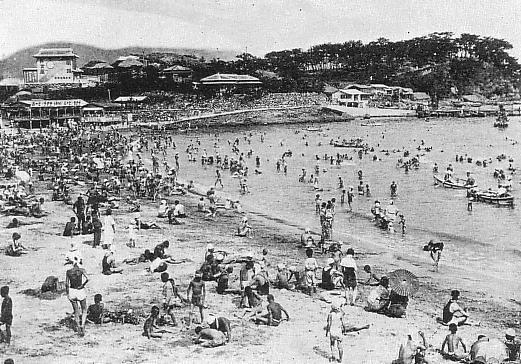
일제강점기 송도 해수욕장

해수욕(海水浴)은 바다(해안)에서 수영과 물놀이를 하며 즐기고 노는 일이다. 해수욕은 온대지방에서는 여름에만 가능하며 열대지방에서는 언제나 할 수 있으나 날씨의 영향으로 건기에 성행하며 우기는 성행이 적다. 한대지방에서는 기온이 낮아서 해수욕을 할 수 없다. 해수욕을 할때는 수영복을 착용하고 한다.